# 노 넛 노벰버
노 넛 노벰버(No Nut November, NNN)는 11월 한 달 동안 성적 금욕과 자위행위 금지에 대한 연례 인터넷 챌린지이다. 2011년에 시작되어 2017년 이후 소셜 미디어 남성 사용자들 사이에서 인기가 높아졌다. 디스트로이 딕 디셈버(Destroy Dick December)는 대위법 역할을 한다.

## 역사
노 넛 노벰버는 원래 풍자적인 내용을 의도했지만 일부 참가자는 사정 (생리학)을 삼가고 음란물을 보지 않는 것이 건강상의 이점이 있다고 주장한다. 노 넛 노벰버의 어번 딕셔너리 항목은 2011년에 출판되었으며, 2017년에 이 운동은 소셜 미디어에서 인기를 얻기 시작했다. 레딧의 노팹(NoFap) 커뮤니티와 연결되어 회원들이 자위하지 않도록 권장한다. 레딧 커뮤니티 /r/NoNutNovember는 2018년 11월 구독자 16,500명에서 2019년 11월 구독자 52,000명으로 성장했다.
2017년에는 관련 인터넷 챌린지인 디스트로이 딕 디셈버가 노 넛 노벰버의 대위법 역할을 하기 시작하여 참가자들이 지난달 동안 금욕한 후 성관계 및 자위와 같은 성행위에 참여하도록 장려했다.
폴 조셉 왓슨(Paul Joseph Watson)을 포함한 일부 극우 유명 인사들이 이 캠페인을 홍보한 후, 롤링 스톤의 E. J. 딕슨(E. J. Dickson)은 이 운동이 극우가 채택했다고 제안했다. 바이스(Vice)는 지지자들이 트위터에서 xHamster에 위협을 보낸 후 2018년에 이 도전을 비판했으며 마찬가지로 극우 인사들이 xHamster를 끌어들였다고 말했다.

## 같이 보기
- 모벰버
- 사순절
- 라마단